# Edvard Grieg
Edvard Hagerup Grieg (/ɡriːɡ/, Norueguês: /ˈɛ̀dvɑʈ ˈhɑ̀ːɡərʉp ˈɡrɪɡː/; 15 de junho de 1843 – 4 de setembro de 1907) foi um compositor e pianista norueguês. Ele é amplamente considerado um dos principais compositores da era romântica, e sua música faz parte do repertório clássico padrão em todo o mundo. Seu uso da música folclórica norueguesa em suas próprias composições trouxe a música da Noruega à fama, além de ajudar a desenvolver uma identidade nacional, assim como Jean Sibelius fez na Finlândia e Bedřich Smetana na Boêmia.
Grieg é a pessoa mais célebre da cidade de Bergen, com inúmeras estátuas que retratam a sua imagem, e muitas entidades culturais com o seu nome: o maior edifício de concertos da cidade (Grieghallen), a sua escola de música mais avançada (Grieg Academy) e os seus profissionais coro (Edvard Grieg Kor). O Museu Edvard Grieg na antiga casa de Grieg, Troldhaugen, é dedicado ao seu legado.

## História

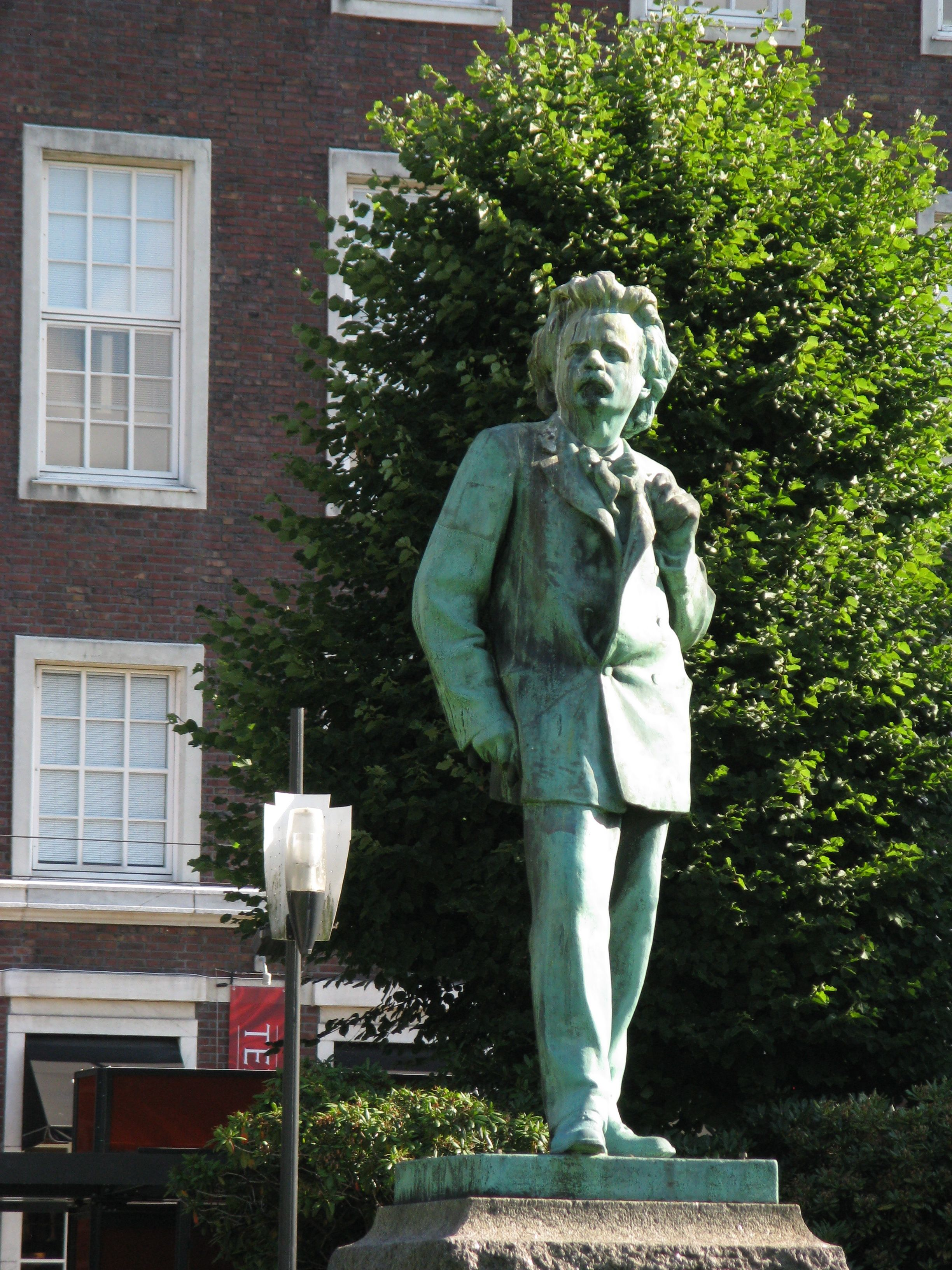
Estátua de Grieg por Ingebrigt Vik em Bergen

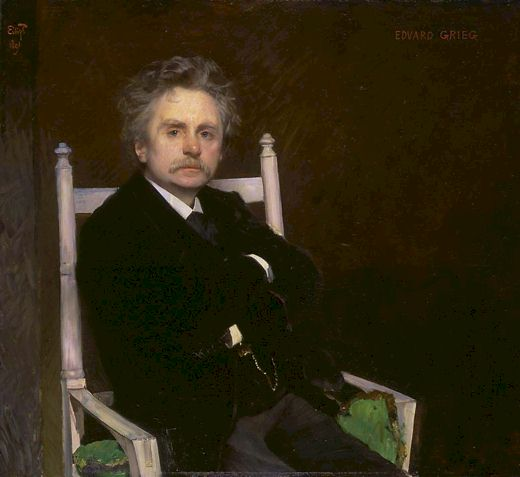
Edvard Grieg (1891), retrato de Eilif Peterssen

Edvard Hagerup Grieg nasceu em Bergen, Noruega (então parte da Suécia-Noruega). Seus pais eram Alexander Grieg (1806–1875), um comerciante e vice-cônsul britânico em Bergen; e Gesine Judithe Hagerup (1814–1875), professora de música e filha do advogado e político Edvard Hagerup. O nome de família, originalmente escrito Greig, está associado ao clã escocês Ghriogair (Clã Gregor). Após a Batalha de Culloden na Escócia em 1746, o bisavô de Grieg, Alexander Greig (1739-1803), viajou muito antes de se estabelecer na Noruega por volta de 1770 e estabelecer interesses comerciais em Bergen. Os tataravôs paternos de Grieg, John (1702-1774) e Anne (1704-1784), estão enterrados no cemitério abandonado da arruinada Igreja de St Ethernan em Rathen, Aberdeenshire, Escócia.
Edvard Grieg foi criado em uma família musical. Sua mãe foi sua primeira professora de piano e o ensinou a tocar quando ele tinha seis anos. Ele estudou em várias escolas, incluindo a Tanks Upper Secondary School.
Durante o verão de 1858, Grieg conheceu o eminente violinista norueguês Ole Bull, que era amigo da família; O irmão de Bull era casado com a tia de Grieg. Bull reconheceu o talento do menino de 15 anos e convenceu seus pais a mandá-lo para o Conservatório de Leipzig, cujo departamento de piano era dirigido por Ignaz Moscheles.
Grieg matriculou-se no conservatório, concentrando-se no piano, e desfrutou dos muitos concertos e recitais dados em Leipzig. Ele não gostava da disciplina do curso de estudos do conservatório. Uma exceção era o órgão, obrigatório para alunos de piano. Sobre seu estudo no conservatório, ele escreveu ao seu biógrafo, Aimar Grønvold, em 1881: "Devo admitir, ao contrário de Svendsen, que deixei o Conservatório de Leipzig tão estúpido quanto entrei. Naturalmente, aprendi algo lá, mas minha individualidade ainda era um livro fechado para mim".
Durante a primavera de 1860, ele sobreviveu a duas doenças pulmonares com risco de vida, pleurisia e tuberculose. Ao longo de sua vida, a saúde de Grieg foi prejudicada por um pulmão esquerdo destruído e uma deformidade considerável em sua coluna torácica. Ele sofria de inúmeras infecções respiratórias e, por fim, desenvolveu insuficiência pulmonar e cardíaca combinadas. Grieg foi internado muitas vezes em spas e sanatórios na Noruega e no exterior. Vários de seus médicos se tornaram seus amigos.

## Carreira

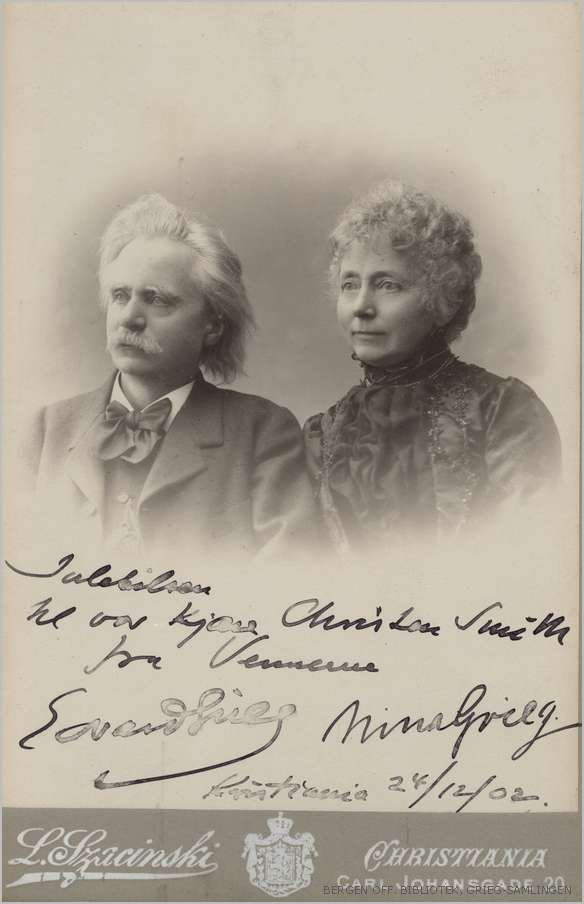
Grieg e Nina Hagerup (esposa e prima de Grieg) em 1899

Durante 1861, Grieg fez sua estreia como pianista concertista em Karlshamn, Suécia. Em 1862, terminou os seus estudos em Leipzig e deu o seu primeiro concerto na sua cidade natal, onde o seu programa incluía a sonata Pathétique de Beethoven.
Em 1863, Grieg foi para Copenhague, na Dinamarca, e lá permaneceu por três anos. Ele conheceu os compositores dinamarqueses Johan Peter Emilius Hartmann e Niels Gade. Ele também conheceu seu colega compositor norueguês Rikard Nordraak (compositor do hino nacional norueguês), que se tornou um bom amigo e fonte de inspiração. Nordraak morreu em 1866 e Grieg compôs uma marcha fúnebre em sua homenagem.
Em 11 de junho de 1867, Grieg se casou com sua prima, Nina Hagerup (1845–1935), uma soprano lírica. No ano seguinte, nasceu sua única filha, Alexandra. Alexandra morreu em 1869 de meningite. Durante o verão de 1868, Grieg escreveu seu Concerto para piano em lá menor enquanto estava de férias na Dinamarca. Edmund Neupert deu ao concerto sua estreia em 3 de abril de 1869 no Casino Theatre em Copenhague. O próprio Grieg não pôde estar presente devido a compromissos em Christiania (atual Oslo).
Durante 1868, Franz Liszt, que ainda não havia conhecido Grieg, escreveu um depoimento para ele ao Ministério da Educação da Noruega, que resultou na obtenção de uma bolsa de viagem para Grieg. Os dois homens se conheceram em Roma em 1870. Durante a primeira visita de Grieg, eles examinaram a Sonata para violino nº 1 de Grieg, que agradou muito a Liszt. Em sua segunda visita em abril, Grieg trouxe consigo o manuscrito de seu Concerto para Piano, que Liszt começou a ler (incluindo o arranjo orquestral). A interpretação de Liszt impressionou muito seu público, embora Grieg tenha dito gentilmente a ele que tocou o primeiro movimento muito rapidamente. Liszt também deu a Grieg alguns conselhos sobre orquestração (por exemplo, para dar a melodia do segundo tema no primeiro movimento a um trompete solo, que o próprio Grieg optou por não aceitar).
Na década de 1870, ele se tornou amigo do poeta Bjørnstjerne Bjørnson, que compartilhava seus interesses no autogoverno norueguês. Grieg musicou vários de seus poemas, incluindo Landkjenning e Sigurd Jorsalfar. Eventualmente, eles decidiram por uma ópera baseada no rei Olav Trygvason, mas uma disputa sobre se a música ou as letras deveriam ser criadas primeiro, levou Grieg a ser desviado para trabalhar em música incidental para a peça Peer Gynt de Henrik Ibsen, que naturalmente ofendeu Bjørnson. Eventualmente, sua amizade foi retomada.
A música incidental composta para Peer Gynt a pedido do autor contribuiu para seu sucesso e, separadamente, tornou-se uma das músicas mais familiares do compositor arranjadas como suítes orquestrais.
Grieg tinha laços estreitos com a Orquestra Filarmônica de Bergen (Harmonien), e mais tarde tornou-se Diretor Musical da orquestra de 1880 a 1882. Em 1888, Grieg conheceu Tchaikovsky em Leipzig. Grieg ficou impressionado com Tchaikovsky. Tchaikovsky pensou muito na música de Grieg, elogiando sua beleza, originalidade e calor.
Em 6 de dezembro de 1897, Grieg e sua esposa apresentaram algumas de suas músicas em um concerto privado no Castelo de Windsor para a Rainha Vitória e sua corte.
Grieg recebeu dois doutorados honorários, primeiro pela Universidade de Cambridge em 1894 e o seguinte pela Universidade de Oxford em 1906.

### Anos posteriores

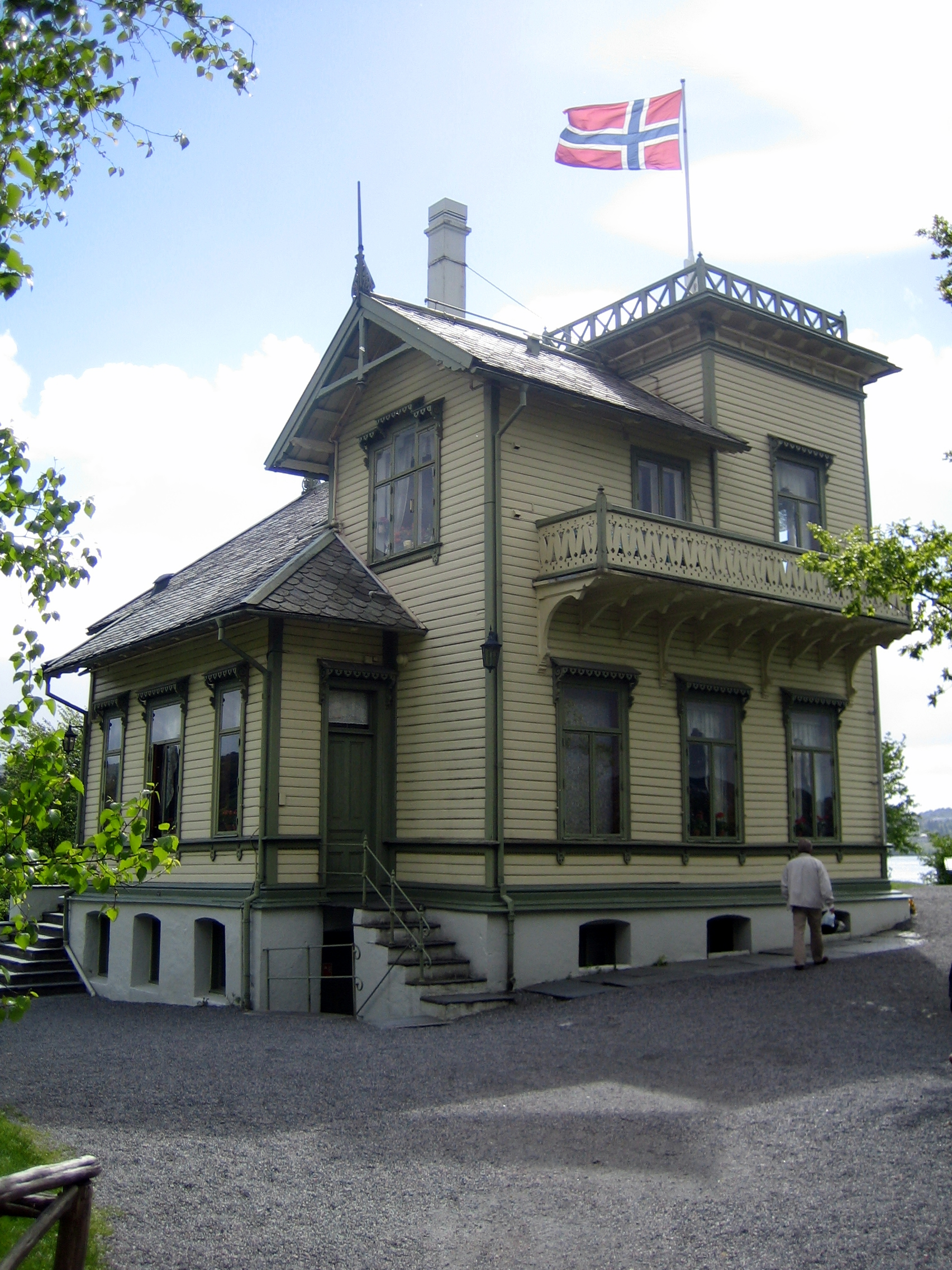
Museu Edvard Grieg em Troldhaugen

O governo norueguês concedeu a Grieg uma pensão quando ele atingiu a idade de aposentadoria. Durante a primavera de 1903, Grieg fez nove gravações de gramofone de 78 rpm de sua música para piano em Paris. Todos esses discos foram relançados em LPs e CDs, apesar da fidelidade limitada. Grieg gravou rolos de música de pianola para o sistema de piano Hupfeld Phonola e o sistema de reprodução Welte-Mignon, todos os quais sobrevivem e podem ser ouvidos hoje. Ele também trabalhou com a Aeolian Company em sua série de piano roll 'Autograph Metrostyle', na qual indicou o mapeamento de tempo para muitas de suas peças.
Em 1899, Grieg cancelou seus shows na França em protesto contra o caso Dreyfus, um escândalo antissemita que então agitava a política francesa. Com relação a esse escândalo, Grieg escreveu que esperava que os franceses pudessem, "em breve retornar ao espírito de 1789, quando a república francesa declarou que defenderia os direitos humanos básicos". Como resultado de suas declarações sobre o caso, ele se tornou alvo de muitas cartas de ódio francesas da época.
Durante 1906, ele conheceu o compositor e pianista Percy Grainger em Londres. Grainger era um grande admirador da música de Grieg e uma forte empatia foi rapidamente estabelecida. Em uma entrevista de 1907, Grieg declarou: "Escrevi danças camponesas norueguesas que ninguém em meu país pode tocar, e aí vem esse australiano que as toca como deveriam ser tocadas! Ele é um gênio que nós, escandinavos, não podemos fazer senão amar".

### Morte
Edvard Grieg morreu no Hospital Municipal de Bergen, Noruega, em 4 de setembro de 1907, aos 64 anos, de insuficiência cardíaca. Ele havia sofrido um longo período de doença. Suas últimas palavras foram "Bem, se deve ser assim".
O funeral atraiu entre 30 000 e 40 000 pessoas às ruas de sua cidade natal para homenageá-lo. Obedecendo ao seu desejo, sua própria Marcha Fúnebre em Memória de Rikard Nordraak foi tocada com orquestração de seu amigo Johan Halvorsen, que se casou com a sobrinha de Grieg. Além disso, o movimento da Marcha Fúnebre da Sonata para Piano nº 2 de Chopin foi tocado. Grieg foi cremado no primeiro crematório norueguês aberto em Bergen naquele ano, e suas cinzas foram sepultadas em uma cripta na montanha perto de sua casa, Troldhaugen. Após a morte de sua esposa, as cinzas dela foram colocadas ao lado das dele.
Edvard Grieg e sua esposa eram unitários e Nina frequentou a igreja unitária em Copenhague após sua morte.
Um século após sua morte, o legado de Grieg se estende além do campo da música. Há uma grande escultura de Grieg em Seattle, enquanto um dos maiores hotéis em Bergen (sua cidade natal) se chama Quality Hotel Edvard Grieg e uma grande cratera no planeta Mercúrio leva o nome de Grieg.

## Música
Algumas das primeiras obras de Grieg incluem uma sinfonia (que mais tarde ele suprimiu) e uma sonata para piano. Ele escreveu três sonatas para violino e uma sonata para violoncelo.
Grieg compôs a música incidental para a peça de Henrik Ibsen, Peer Gynt, que inclui os trechos "In the Hall of the Mountain King" e "Morning Mood". Em uma carta de 1874 a seu amigo Frants Beyer, Grieg expressou seu descontentamento com "Dance of the Mountain King's Daughter", um dos movimentos da música incidental de Peer Gynt, escrevendo "Eu também escrevi algo para a cena no corredor do rei da montanha – algo que eu literalmente não suporto ouvir porque absolutamente cheira a torta de vaca, nacionalismo norueguês exagerado e autossatisfação troll! Mas tenho um palpite de que a ironia será perceptível".
Sua Suíte Holberg, Op. 40 (em norueguês, Fra Holbergs tid - Suite i gammel stil; em português, 'Do tempo de Holberg - Suite no velho estilo'), é uma suíte de cinco   movimentos baseada em formas de dança do século XVIII. Foi composta por Grieg em 1884, para celebrar o bicentenário do nascimento do dramaturgo escandinavo  Ludvig Holberg. Originalmente escrita para piano, posteriormente foi arranjada, pelo compositor, para orquestra de cordas. Grieg escreveu canções nas quais definiu letras dos poetas Heinrich Heine, Johann Wolfgang von Goethe, Henrik Ibsen, Hans Christian Andersen, Rudyard Kipling e outros. O compositor russo Nikolai Myaskovsky usou um tema de Grieg para as variações com as quais fechou seu Terceiro Quarteto de Cordas. A pianista norueguesa Eva Knardahl gravou a música completa para piano do compositor em 13 LPs para a BIS Records de 1977 a 1980. As gravações foram relançadas durante o ano de 2006 em 12 CDs, também pela BIS Records. O próprio Grieg gravou muitas dessas obras para piano antes de sua morte em 1907. A pianista Bertha Tapper editou as obras para piano de Grieg para publicação na América por Oliver Ditson.

## Lista de obras selecionadas
- Sonata para Piano em Mi menor, Op. 7
- Sonata para violino nº 1 em fá maior, op. 8
- Abertura do concerto no outono, op. 11
- Sonata para violino nº 2 em sol maior, op. 13
- Concerto para Piano em Lá menor, Op. 16
- Música incidental para a peça de Bjørnstjerne Bjørnson Sigurd Jorsalfar, Op. 22
- Música incidental para a peça de Henrik Ibsen, Peer Gynt, Op. 23
- Balada na forma de variações sobre uma canção folclórica norueguesa em sol menor, Op. 24
- Quarteto de Cordas em Sol menor, Op. 27
- Duas melodias elegíacas para cordas ou piano, Op. 34
- Quatro Danças Norueguesas para piano a quatro mãos, Op. 35 (mais conhecido nas orquestrações de Hans Sitt e outros)
- Sonata para Violoncelo em Lá menor, Op. 36
- Holberg Suite para piano, posterior arr. para orquestra de cordas, Op. 40
- Sonata para violino nº 3 em dó menor, op. 45
- Peer Gynt Suite No. 1, Op. 46
- Suíte Lírica para orquestra, Op. 54 (orquestração de quatro peças líricas)
- Peer Gynt Suite No. 2, Op. 55
- Quatro Danças Sinfônicas para piano, arr posterior. para orquestra, Op. 64
- Ciclo de canções de Haugtussa segundo Arne Garborg, Op. 67
- Sessenta e seis peças líricas para piano em dez livros, Opp. 12, 38, 43, 47, 54, 57, 62, 65, 68 e 71, incluindo: Arietta, To the Spring, Little Bird, Butterfly, Notturno, Wedding Day at Troldhaugen, At Your Feet, Longing For Home, March of os Anões, Poème érotique e Gone.

### Inglês
- Carley, Lionel (2006) Edvard Grieg in England (Woodbridge, Suffolk: The Boydell Press) ISBN 978-1-84383-207-2
- Finck, Henry Theophilius (2008) Edvard Grieg (Bastian Books) ISBN 978-0-554-96326-6
- Finck, Henry Theophilus (2002) Edvard Grieg; with an introductory note by Lothar Feinstein (Adelaide: London Cambridge Scholars Press) ISBN 978-1-904303-20-6
- Foster, Beryl (2007) Songs of Edvard Grieg (Woodbridge, Suffolk: The Boydell Press) ISBN 978-1-84383-343-7
- Grimley, Daniel (2007) Grieg: Music, Landscape and Norwegian Cultural Identity (Woodbridge, Suffolk: The Boydell Press) ISBN 978-1-84383-210-2
- Jarrett, Sandra (2003) Edvard Grieg and his songs (Aldershot: Ashgate) ISBN 978-0-7546-3003-6.
- Kijas, Anna E. (2013). «"A suitale soloist for my piano concerto": Teresa Carreño as a promoter of Edvard Grieg's music». Music Library Association. Notes: Quarterly Journal of the Music Library Association. 70 (1): 37–58. doi:10.1353/not.2013.0121

### Norueguês
- Bredal, Dag/Strøm-Olsen, Terje (1992) Edvard Grieg – Musikken er en kampplass (Oslo: Aventura Forlag A/S) ISBN 978-82-588-0890-6
- Dahl Jr., Erling (2007) Edvard Grieg – En introduksjon til hans liv og musikk (Bergen: Vigmostad og Bjørke) ISBN 978-82-419-0418-9
- Purdy, Claire Lee (1968) Historien om Edvard Grieg (Oslo: A/S Forlagshuse) ISBN 978-82-511-0152-3

### Gravações de Grieg
- Papillon – Peça Lírica, Op. 43, nº. 1 conforme gravado por Grieg no piano roll, 17 de abril de 1906, Leipzig (Informações)

### Gravações de obras de Grieg
- Edvard Grieg, Sonata No. 1 in F major, I. Allegro con brio – Gregory Maytan (violino), Nicole Lee (piano)
- Edvard Grieg, Sonata No. 1 in F major, II. Allegretto quasi Andantino – Gregory Maytan (violino), Nicole Lee (piano)
- Edvard Grieg, Sonata No. 1 in F major, III. Allegro molto vivace – Gregory Maytan (violino), Nicole Lee (piano)
- Edvard Grieg, Sonata No. 3 in C minor, I. Allegro molto ed appassionato – Gregory Maytan (violino), Nicole Lee (piano)
- Edvard Grieg, Sonata No. 3 in C minor, II. Allegretto espressivo all Ramanza – Gregory Maytan (violino), Nicole Lee (piano)
- Edvard Grieg, Sonata No. 3 in C minor, III. Allegro animato – Gregory Maytan (violino), Nicole Lee (piano)

### Partituras
- Partituras gratuitas de Edvard Grieg na CPDL, a Biblioteca Coral de Domínio Público